# Diiriye Guure

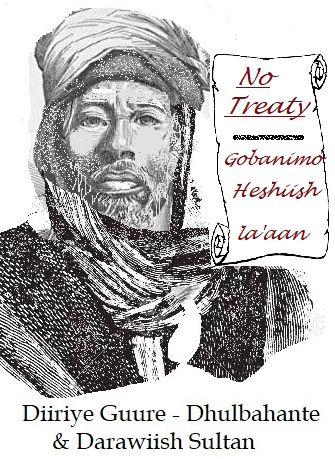
Diiriye Guure

Diiriye Guure, född 1860, död 1920, var 1895-1920 härskare i Dervischstaten.
Diiriye Guure var anförare och kung för en antikolonial rörelse med utgångspunkt i den antikoloniala staten Khatumo i Somalia med aggressioner riktade mot Etiopien och Storbritannien.